# Polizeiruf 110: Schwere Jahre (2. Teil)
Schwere Jahre (2. Teil) ist ein deutscher Kriminalfilm von Hans-Joachim Hildebrandt aus dem Jahr 1984. Der Fernsehfilm erschien als 91. Folge der Filmreihe Polizeiruf 110 sowie als Fortsetzung der gleichnamigen 90. Polizeiruf-Folge.

## Handlung
Nachdem Manfred Oelze und Rudolf Abeleit nach der Explosion des Stollens verschüttet wurden, läuft eine Rettungsaktion an. Um zu den beiden Männern zu gelangen, muss eine massive Betonwand gesprengt werden. Am Ende kann nur noch Manfred Oelze lebend geborgen werden. Er übergibt den Ermittlern einen Plan des Stollens, den er von einem alten Mann erhalten habe. Hauptmann Wolfgang Reichenbach glaubt, dass es sich bei dem Mann um Grabler handelte und sucht Martha Abeleit auf. Sie erzählt ihm einmal mehr, dass Grabler tot ist. Wirt Willi Konstabel sei damals Augenzeuge gewesen. Reichenbach sucht den Wirt auf, der nun die Wahrheit erzählt. Einst sei Erwin Reichenbach von seiner Dienststelle zu einem Treffpunkt im Moor gerufen worden, dort jedoch nie angekommen. Der Anruf der Dienststelle ging in Konstabels Wirtshaus ein, weil Reichenbach nicht erreichbar war. Eine Mitarbeiterin Konstabels ging los, um Reichenbach zu informieren. Grabler habe sich für kurze Zeit verabschiedet. Als er zurückgekommen sei, habe er Konstabel gesagt, dass er fliehen müsse. Er begründete dies mit seiner prekären privaten Lage – Anna Abeleit hatte seinen Sohn unehelich zur Welt gebracht – und seinem Verdacht, dass Reichenbach etwas gegen ihn im Schilde führe. Konstabel half ihm, zu fliehen. Er war auch dabei, als Grabler einen Schacht sprengte. Grabler verpflichtete ihn zu verbreiten, dass er in diesem Stollen umgekommen sei und auch der vermeintliche Stollen-Schatz zerstört wurde.
Reichenbach und Oberleutnant Jürgen Hübner machen Rosler alias Hermann Vogler ausfindig. Er gibt zu, dass Abeleit und Oelze die Karte des Schachts von ihm erhalten hatten. Vogler hatte Grabler, der nach seiner Flucht in den Westen später zurück nach Thüringen kam und dort unter falschem Namen lebte, Anfang der 1950er-Jahre ausfindig gemacht. Grabler nannte sich Simonis; nach seinem von Krassert ermordeten Komplizen; dem Knecht des ebenfalls ermordeten Bauern Schwertfeger.
Vogler wollte Grabler verraten, hatte der doch einen Teil der im Stollen versteckten Wertsachen an sich genommen. Grabler bot ihm an, ihm den Weg zum Stollenschatz zu verraten. Er zeichnete die Karte 1953, gab jedoch eine Wegbiegung falsch an. Sie hätte Vogler in einen verminten Gang geführt, in dem nun Abeleit und Oelze landeten. Da Vogler ab Ende 1953 im Gefängnis saß und später altersbedingt nicht dazu in der Lage war, konnte er den Schatz nie selbst suchen und tauschte die Karte gegen Schnaps.
Martha Abeleit fährt nach Stralsund und trifft hier auf Grablers Sohn aus zweiter Ehe. Er bringt sie zu Grabler. Der lebt inzwischen unter dem Namen von Marthas erstem Ehemann Rudolf Abeleit als Gastwirt an der Ostsee. Sein Sohn wuchs als Abeleit auf und weiß nichts von der Vergangenheit des Vaters. Martha wirft Grabler vor, ihren Sohn auf dem Gewissen zu haben. Sie will von ihm wissen, ob er tatsächlich zu NS-Zeiten ein Mörder gewesen ist und unter falschem Namen und als falscher KZ-Häftling in ihr Dorf kam. Grabler streitet alles ab, doch glaubt ihm Martha nicht. Als sie ihn verlässt, überfährt er sie und transportiert die Leiche nach Jena. Bald wird Martha vermisst und nach einigen Tagen ihr Foto in der Zeitung veröffentlicht. Grablers Sohn will, dass sein Vater zur Polizei geht und ihr berichtet, dass Martha bei ihnen war, bevor sie verschwand. Grabler jedoch will von dem Thema nichts mehr wissen. Als sein Sohn nicht nachlässt, gesteht er ihm, Martha getötet zu haben. Sie wollte nicht nur seine Vergangenheit aufdecken, sondern ihn auch durch ein neues Verbrechen – den Mord an ihr – ins Gefängnis bringen. Seine früheren Verbrechen waren entweder verjährt oder sehr schwer zu beweisen.
Bei Reichenbach und Hübner ist unterdessen Anneliese Roland aufgetaucht, Reichenbachs einstige Jugendliebe „Anne Abeleit“ und Mutter des verunglückten Rudolf Abeleit (dem unehelichen Sohn von Grabler). Sie will mehr zum Schicksal ihres Sohnes und ihrer Mutter erfahren und berichtet den Ermittlern, dass Grabler einst von Martha die Geburtsurkunde ihres verstorbenen Vaters erhalten habe und daher möglicherweise inzwischen unter dem Namen Abeleit lebt. Reichenbach und Hübner fahren nach Stralsund und treffen hier Grablers Sohn. Als er erfährt, dass sein Vater wegen mehrfachen Mordes gesucht wird, beschreibt er ihnen den Weg zum Anwesen des Vaters. Grabler erwartet die Ermittler bereits. Als er versucht, Reichenbach zu erschießen, wird er von Hübner gestellt und schließlich abgeführt. Reichenbachs Vater Erwin kann, nun bestattet, endlich in Frieden ruhen.

## Produktion
Schwere Jahre entstand als zweiteiliger Fernsehfilm, wobei der erste Teil Ereignisse aus der Vergangenheit behandelte und Teil zwei die Tätersuche in der Gegenwart. Anlass der Polizeiruf-Doppelfolge war der 35. Jahrestag der Gründung der DDR.
Schwere Jahre wurde vom 14. April bis 30. September 1983 unter anderem in Niederndodeleben und Rottleberode in Sachsen-Anhalt sowie auf der Insel Rügen gedreht. Die Kostüme des Films schuf Jutta Geißel-Burkhardt, die Filmbauten stammen von Manfred Glöckner und Jürgen Schmidt. Der Film erlebte am 1. Juli 1984 im 1. Programm des Fernsehens der DDR seine Premiere. Die Zuschauerbeteiligung lag bei 58,2 Prozent.
Es war die 91. Folge der Filmreihe Polizeiruf 110. Hauptmann Wolfgang Reichenbach ermittelte in seinem 4. Fall und Oberstleutnant Brandner in seinem 2. Fall. Die Kritik nannte den Zweiteiler „nicht sonderlich originell…“ und bezeichnete den Versuch der Symbiose von epischem Fernsehfilm mit aktuellem Kriminalfilm als nicht aufgegangen.